# Rod de'Ath
Roderick Morris Buckenham de'Ath (Saundersfoot, 18 de junio de 1950 – 1 de agosto de 2014) fue un músico británico de origen galés conocido por su trabajo como batería para el guitarrista irlandés Rory Gallagher en la década de los 70.

## Carrera

### Con Rory Gallagher
De'Ath estuvo tocando en la banda Killing Floor cuando se le ofreció un trabajo para sustituir al por aquel entonces batería titular de Rory Gallagher Wilgar Campbell para la gira europea del guitarrista en 1972. Cuando Campbell abandonó la formación definitivamente, a de'Ath se le pidió que formara parte de la formación de manera permanente. Permaneció junto a Gallagher en diferentes álbumes y giras hasta 1978 cuando él y el teclista Lou Martin abandonaron la formación. El bajista de Gallagher Gerry McAvoy dijo de'Ath que "era el batería menos batería con el que había tocado. Su técnica era tan extraña que añadió una dimensión completamente nueva al sonido de Rory."

### Carrera posterior y accidente
Después de abandonar la banda de Gallagher, de'Ath se unió a Ramrod (junto a Martin) y después tocó con la Downliners Sect antes de trasladarse a los Estados Unidos. En 1981, tocó con los Screaming Lord Sutch en sus nuevas grabaciones: All Black and Hairy y Jack the Ripper. En la década de los 80, volvió a Gran Bretaña para producir el álbum de una banda llamada Road Erect. En esta época, sufrió un grave accidente mientras corría para tomar un tren, lo que provocó la pérdida de un ojo y algunos daños cerebrales. Al regresar al Reino Unido de forma permanente, finalmente se recuperó casi por completo, aunque ya no pudo volver a tocar. Los médicos también le habían dicho que su daño cerebral lo mataría en cuatro años, y aunque este pronóstico resultó incorrecto, no quería llamar a sus amigos solo para decirles que tenía una enfermedad terminal.

## Últimos años
Cuando Gallagher murió en 1995, muchos obituarios decían que de'Ath también había fallecido, y por esa razón, él no había acudido al funeral de Gallagher. McAvoy tenía entendido que de'Ath había muerto en un accidente en 1987. De todas maneras, apareció en un memorial pocos meses después y dijo que "había esperado el momento adecuado" para mostrar a todo el mundo que estaba vivo. McAvoy recordó que de'Ath se veía muy frágil y caminaba con la ayuda de un bastón.
Poco o nada más se sabe de'Ath's después de 1996, hasta que concedió una entrevista publicada en la revista Classic Rock en mayo de 2012, en una serie de entrevistas recordando la figura de Rory Gallagher. En agosto de ese mismo año, de'Ath asistió al funeral del exmiembro de la banda Rory Gallagher y Ramrod, Lou Martin.
De'Ath falleció el 1 de agosto de 2014, a la edad de 64 años, tras una larga enfermedad.

## Discografía

### Con Rory Gallagher
- Blueprint (1973) Polydor
- Tattoo (1973) Polydor
- Irish Tour '74 (1974) Polydor
- Against the Grain (1975) Chrysalis
- Calling Card (1976) Chrysalis
- Notes from San Francisco (2011) Capo/Legacy/Eagle Rock (recorded 1977)